# Caviceps defectus
Caviceps defectus är en tvåvingeart som först beskrevs av Becker 1911.  Caviceps defectus ingår i släktet Caviceps och familjen fritflugor. Inga underarter finns listade i Catalogue of Life.